# Хабу, Ёсихару
Ёсихару Хабу (яп. 羽生 善治 Хабу Ёсихару, родился 27 сентября 1970) — сильнейший японский профессиональный игрок в сёги конца XX и начала XXI века, 9 дан, 19-й пожизненный мэйдзин. Ученик Тацуи Футаками, 9 дана.
Сильнейший из группы ровесников, удерживавших высшие позиции в мире сёги 1992—2016 годов — так называемого «поколения Хабу».
С июня 2023 года — глава Японской ассоциации сёги.

## Биография
Хабу родился в городе Токородзава префектуры Сайтама, однако его семья переехала в город Хатиодзи столичного округа Токио, когда он был ещё маленьким, и вырос он именно там. В 1985 году стал профессионалом сёги. В 1994 году получил 9 дан. С 1993 года по настоящее время непрерывно находится в лиге A Дзюнъисэн.
В июле 1995 года Хабу женился на актрисе Риэ Хатаде, которая после замужества бросила свою карьеру ради семьи. В 1997 году у пары, поселившейся в токийском районе Сэтагая, родилась первая дочь, а в 1999 — вторая.

## Достижения

### Разряды по сёги
- 1982, 2 декабря: поступил в Сёрэйкай, получив 6 кю
- 1983, 2 февраля: 5 кю (6 побед, 3 поражения)
- 1983, 28 марта: 4 кю (6 побед, без поражений)
- 1983, 11 мая: 3 кю (6 побед, без поражений)
- 1983, 7 июля: 2 кю (6 побед, без поражений)
- 1983, 24 августа: 1 кю (6 побед, без поражений)
- 1984, 11 января: 1 дан (12 побед, 4 поражения)
- 1984, 10 сентября: 2 дан (14 побед, 5 поражений)
- 1985, 25 апреля: 3 дан (12 побед, 4 поражения)
- 1985, 12 декабря: 4 дан (13 побед, 4 поражения)
- 1988, 1 апреля: 5 дан (вошёл в C1-класс)
- 1989, 1 октября: 6 дан (будучи претендентом рюо)
- 1990, 1 октября: 7 дан (за завоевание титула рюо)
- 1993, 1 апреля: 8 дан (вошёл в A-класс)
- 1994, 1 апреля: 9 дан (специальное присвоение)

### Абсолютные рекорды
- Первый по суммарному количеству выигранных титулов (97).
- Первый по числу участий в титульных матчах (129).
- Первый по непрерывному владению титулом (Одза, 19 сезонов: 1992—2010).
- Первый по суммарной длине владения титулом (Одза, 24 сезона).
- Единственный, завоевавший «Большой шлем» — все 7 титулов одного сезона (в сезоне 1995 года; владел всеми титулами с 14 февраля по 30 июля 1996 года).
- Единственный в истории сёги обладатель 7 пожизненных титулов.

## Победы

### Титулы
| Титул   | Сезоны завоеваний                      | Число титулов | Участий в финалах |
| ------- | -------------------------------------- | ------------- | ----------------- |
| Рюо     | 1989, 1992, 1994-1995, 2001-2002, 2017 | 7             | 14                |
| Мэйдзин | 1994—1996, 2003, 2008—2010, 2014—2015  | 9             | 16                |
| Кисэй   | 1993—1995, 2000, 2008—2017             | 16            | 19                |
| Ои      | 1993 — 2001, 2004—2006, 2011—2016      | 18            | 23                |
| Одза    | 1992—2010, 2012—2016                   | 24            | 25                |
| Кио     | 1990—2001, 2004                        | 13            | 17                |
| Осё     | 1995—2000, 2002, 2004—2008             | 12            | 18                |

- Всего титулов: 99
- Участий в финальных титульных матчах: 136.

### Нетитульные турниры
| Турнир                          | Сезоны                                             | Побед |
| ------------------------------- | -------------------------------------------------- | ----- |
| Дзэн нихон про/Асахи опен       | 1989, 1991, 1998, 2003—2006, 2009, 2011, 2013—2015 | 10    |
| Гинга («Млечный путь»)          | 1999, 2000, 2003, 2005, 2011                       | 5     |
| Кубок NHK                       | 1988, 1991, 1995, 1997, 1998, 2000, 2008—2011      | 10    |
| Хаядзаси сэнсюкэн (блиц-турнир) | 1992, 1995, 2002                                   | 3     |
| Нихон сиридзу                   | 1991, 1998, 2003, 2010, 2011                       | 5     |
| Синдзин-о                       | 1988                                               | 1     |
| Тэн-о                           | 1987, 1988                                         | 2     |
| Молодые львы                    | 1987, 1989                                         | 2     |
| Другие победы                   | 1988, 1990, 1997, 1999                             | 4     |

- Всего нетитульных побед: 44.
- «Большая премия сёги»: 1986—1989, 1991—1996, 1998—2002, 2004—2015 (итого 27 премий)[2].

## Хабу и шахматы

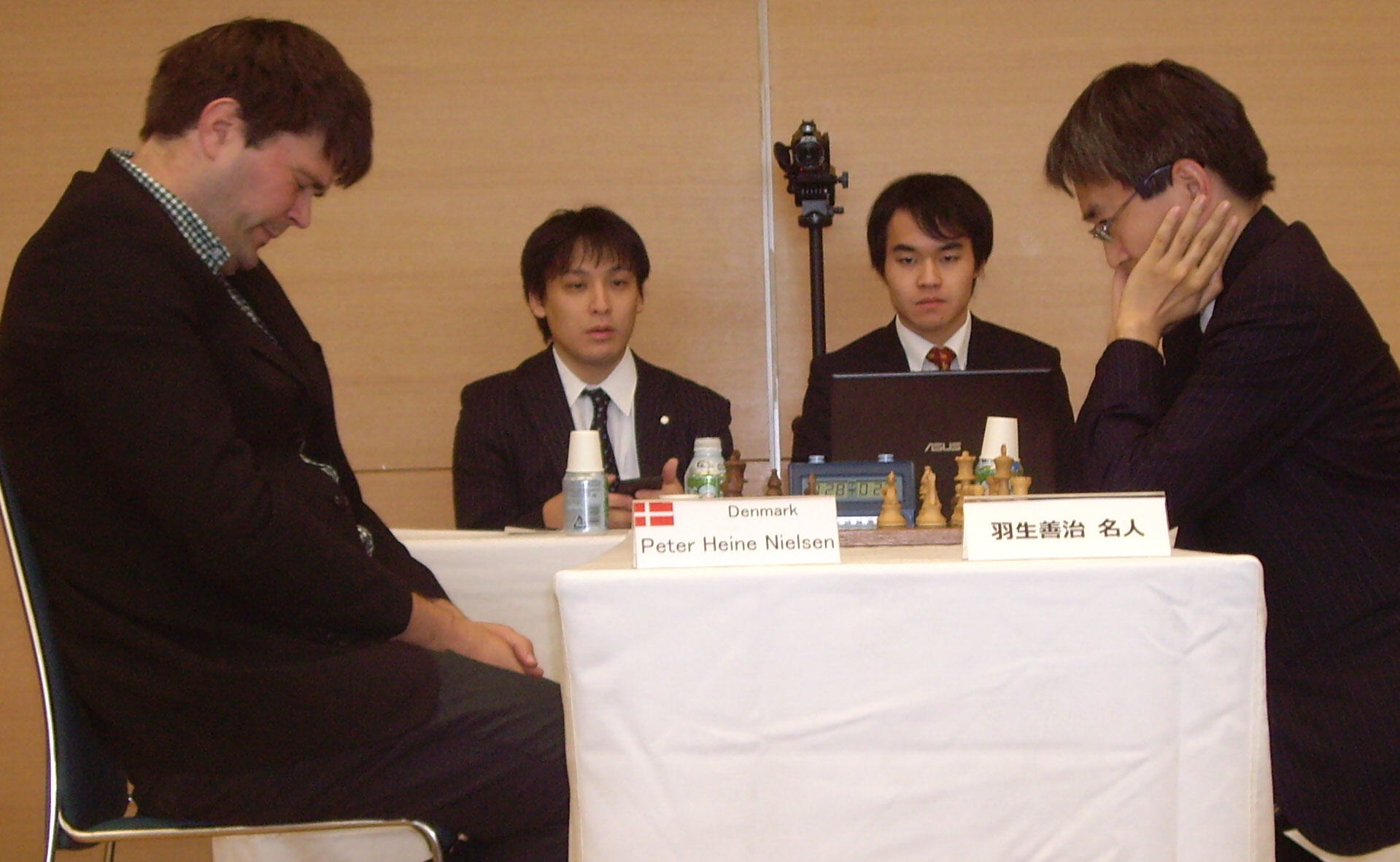
Шахматная партия Нильсен-Хабу на ISF 2014

Научившись играть в шахматы в 1995 г., Хабу регулярно играл примерно 2 партии в месяц с Жаком Пино (французским шахматистом с рейтингом около 2250, живущим в Японии). В результате, в 2001 году Хабу стал также сильнейшим шахматистом Японии, выполнив на своём втором официальном турнире норму международного мастера, а к 2004 году получил звание мастера ФИДЕ. С 2007 года его рейтинг ФИДЕ был равен 2404.
После 7-летнего перерыва, Хабу принял участие в 24-м шахматном фестивале в Кракове в декабре 2013 года, заняв в нём 8-е место и повысив свой рейтинг на 11 пунктов.
28 ноября 2014 года, в преддверии 4-го матча Дэно (между 5 профессионалами и 5 сильнейшими сёги-программами), состоялся матч из двух партий в шахматы между Хабу и Гарри Каспаровым. В обеих партиях победил Каспаров.

## Хабу в России
В марте 2016 года Ёсихару Хабу посетил Москву вместе с командой японских студентов, принимавших участие в четырёх матчах по сёги и шахматам с учащимися Московского государственного университета и любителями сёги и шахмат Москвы. 7 марта 2016 года в Центре творчества «На Вадковском» Хабу провёл сеанс одновременной игры в сёги на 20 досках и одержал победу во всех партиях. Великому японскому мастеру противостояли сёгисты из России, с Украины и из Беларуси с разрядами от 3 дана ФЕСА и ниже.